# Scotophilini
Scotophilini – monotypowe plemię ssaków z podrodziny mroczków (Vespertilioninae) w obrębie rodziny mroczkowatych (Vespertilionidae).

## Zasięg występowania
Plemię obejmuje gatunki występujące w Afryce i Azji.

## Morfologia
Długość ciała (bez ogona) 54,8–123 mm, długość ogona 27,8–92,3 mm, długość ucha 7,2–24 mm, długość tylnej stopy 6–19 mm, długość przedramienia 41–88 mm; masa ciała 12–91 g.

## Systematyka
Rodzaj Scotophilus zdefiniował w 1821 roku angielski przyrodnik i zoolog William Elford Leach w artykule poświęconym trzem nowym rodzajom nietoperzy opublikowanym na łamach Transactions of the Linnean Society of London. Na gatunek typowy wyznaczył (oznaczenie monotypowe) ciemnolubka orientalnego (S. kuhlii).

### Etymologia
- Scotophilus (Scotophylus): gr. σκοτος skotos ‘ciemność’; φιλος philos ‘miłośnik’, od φιλεω phileō ‘kochać’[12].
- Pachyotus: gr. παχυς pakhus ‘wielki, gruby’; ους ous, ωτος ōtos ‘ucho’[13]. Gatunek typowy: Gray w oryginalnym opisie nie wymienił żadnego gatunku; typ nomenklatoryczny w ramach późniejszego oznaczenia – Scotophilus kuhlii Leach, 1821.
- Nicticejus: gr. νυκτικειος nuktikeios ‘należący do nocy’, od νυξ nux, νυκτος nuktos ‘noc’[14]. Gatunek typowy (oznaczenie monotypowe): Nycticejus leucogaster Cretzschmar, 1830.

### Podział systematyczny
Do plemienia należy jeden rodzaj ciemnolubek (Scotophilus) z następującymi gatunkami:

- Scotophilus kuhlii Leach, 1821 – ciemnolubek orientalny
- Scotophilus collinus Sody, 1936 – ciemnolubek sundajski
- Scotophilus heathii (Horsfield, 1831) – ciemnolubek większy
- Scotophilus nux O. Thomas, 1904 – ciemnolubek orzechowy
- Scotophilus tandrefana Goodman, Jenkins & Ratrimomanarivo, 2005 – ciemnolubek samotny
- Scotophilus marovaza Goodman, Ratrimomanarivo & Randrianandrianina, 2006 – ciemnolubek palmowy
- Scotophilus leucogaster (Cretzschmar, 1826) – ciemnolubek białobrzuchy
- Scotophilus altilis G.M. Allen, 1914
- Scotophilus robustus Milne-Edwards, 1881 – ciemnolubek krzepki
- Scotophilus borbonicus (É. Geoffroy Geoffroy Saint-Hilaire, 1803) – ciemnolubek mniejszy
- Scotophilus viridis (W. Peters, 1852) – ciemnolubek zielonkawy
- Scotophilus ejetai Brooks & Bickham, 2014
- Scotophilus nigrita (von Schreber, 1774) – ciemnolubek czarniawy
- Scotophilus nucella Robbins, 1983 – ciemnolubek skryty
- Scotophilus andrewreborii Brooks & Bickham, 2014
- Scotophilus nigritellus de Winton, 1899
- Scotophilus livingstonii Brooks & Bickham, 2014
- Scotophilus trujilloi Brooks & Bickham, 2014
- Scotophilus dinganii (A. Smith, 1833) – ciemnolubek afrykański
- Scotophilus colias O. Thomas, 1904